# Carolina Arrisueño Málaga
Carolina Arrisueño Málaga (Arequipa, Perú, 29 de septiembre de 1926-Arequipa, 30 de julio de 2020) [cita requerida] fue una escritora, poeta y educadora peruana, conocida por sus aportes a la docencia, la pintura y literatura peruana.

## Biografía
Hija de Grimaldo Arrisueño Pérez y Mercedes Málaga Garland. Realizó sus estudios en Abancay y Cusco, donde se especializó en Educación Primaria. Tuvo maestras alemanas y luego de enseñar en varias instituciones de Arequipa, fue una de las profesoras-fundadoras del colegio Max Uhle.
Su hermano mayor la introdujo al arte. Tuvo maestros como el pintor arequipeño Manuel Morales Guzmán y recibió clases de arte en la Universidad Nacional de San Agustín de Arequipa.
Fue retratada por el pintor loretano César Calvo de Araujo en su visita por Arequipa en los años 60. También escribió poesía, alternando con las escritoras Carmela Núñez Ureta y Andreína Rivera Dávila.  
Ejerció diferentes cargos como presidenta del Centro de Escritoras Arequipa y de la Asociación Regional de Educadores Cesantes de Arequipa (ARECA).  
Fue autora de obras pictóricas recopiladas en diferentes libros con temática costumbrista y paisajista, autora del poemario "Raigambre" (1998) y del libro artesanal "Policromía". Su poesía fue musicalizada por Augusto Vera Béjar.  
En agosto del año 2016 la Municipalidad Provincial de Arequipa le concedió el Diploma y Medalla de Oro de la ciudad, de manos del alcalde Alfredo Zegarra Tejada y en octubre participó de las conferencias TEDxCharacato Women 2016. 

## Distinciones
- Medalla del Ministerio de Educación de Alemania.
- Medalla de reconocimiento por el Día Internacional de la Mujer por la UNSA.
- Diploma y Medalla de Oro de Arequipa (2016).[6]